# Christoffer Schildt
Oskar Ernst Christoffer Schildt född 30 augusti 1915 i Helsingfors, död där 21 oktober 1992, var en finländsk journalist. Han var son till Runar Schildt.
Schildt blev student 1933 och filosofie kandidat 1943. Han var anställd vid statens informationsverk 1941–1945,  programredaktör vid Finlands rundradio 1945–1950, avdelningschef där 1950–1957 samt svensk programdirektör och medlem av bolagets direktion 1957–1980. Han var ordförande i Nyliberala studentförbundet 1947–1951, i Svensk Ungdom 1948–1953, medlem av Svenska folkpartiets centralstyrelse 1948–1954 samt viceordförande för Finlands svenska publicistförbund 1958 och dess ordförande 1959–1967.

## Bildgalleri

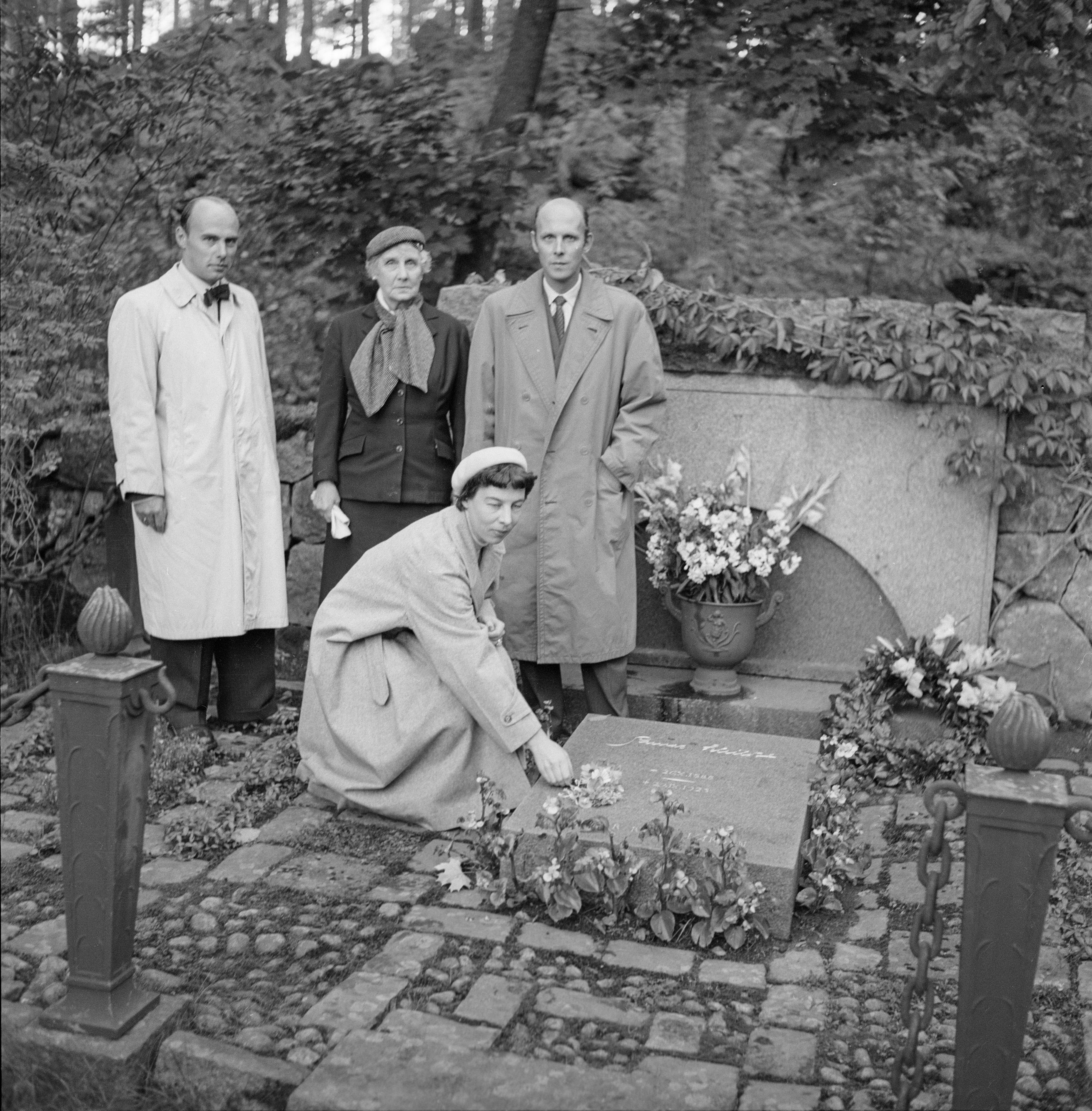
Christoffer Schildt (till vänster) vid fadern Runar Schilds grav med  Mila samt Göran och Monica Schildt.
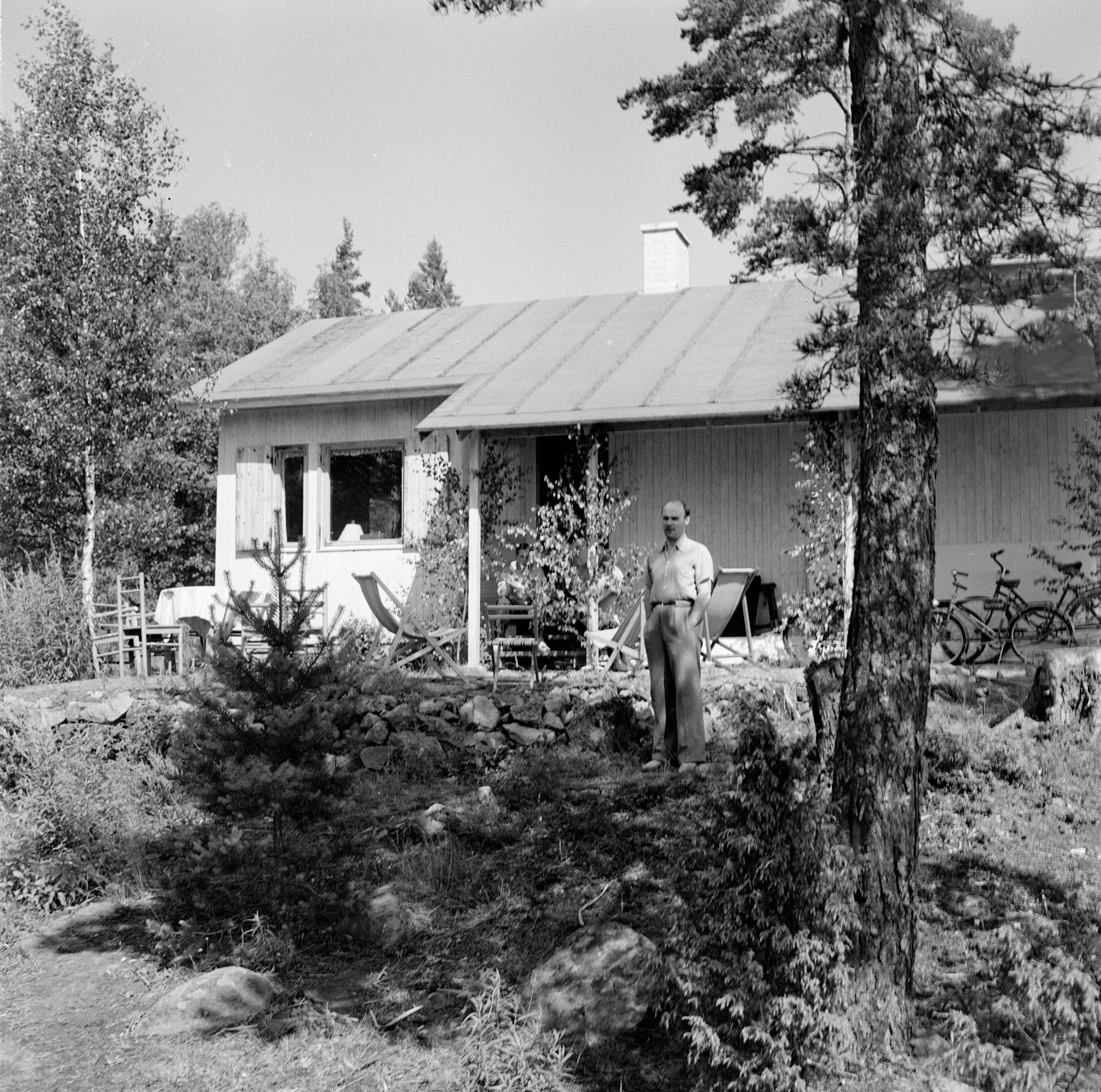
Christoffer Schildt utanför sin sommarstuga Chrissas.
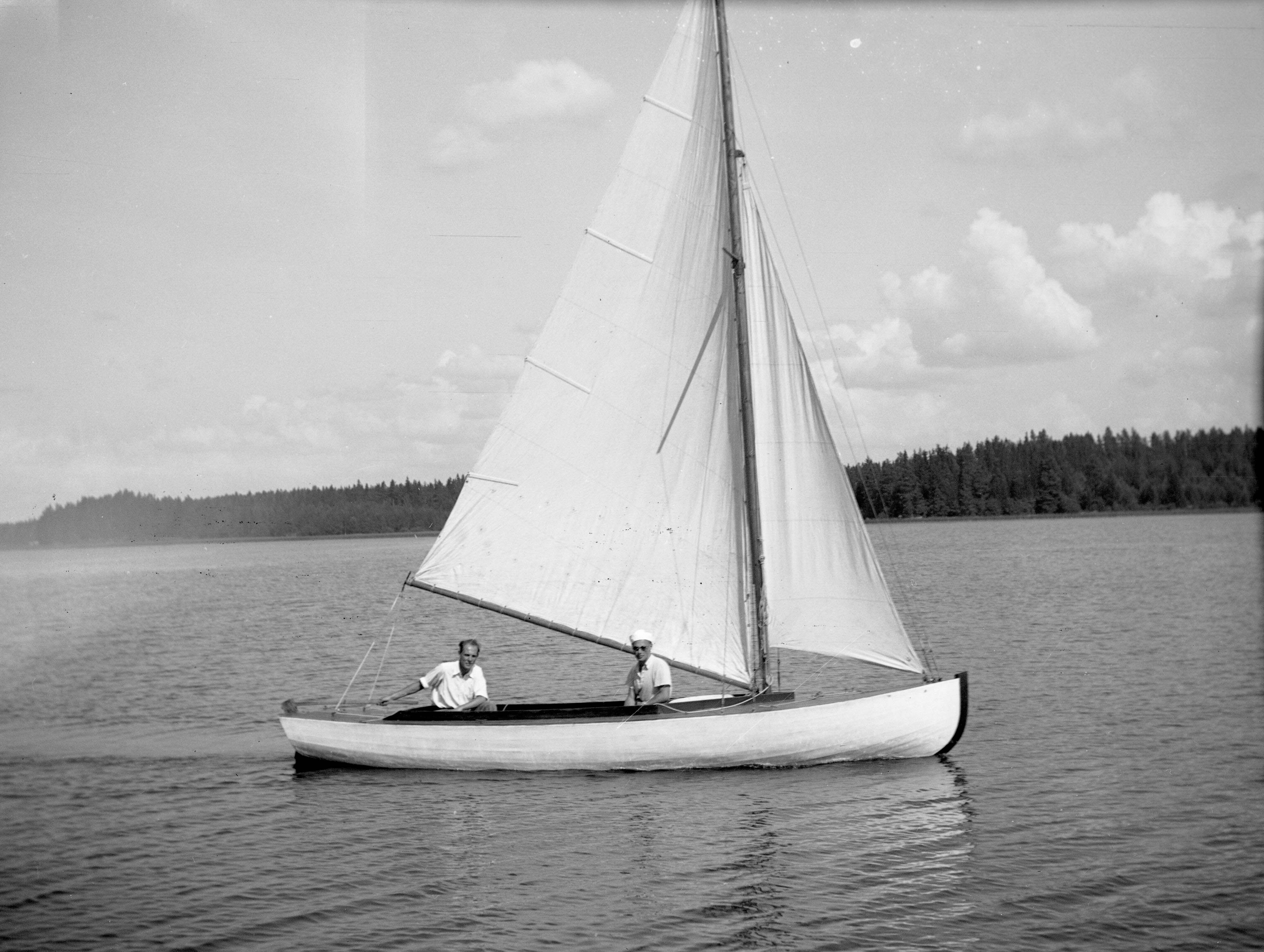
Christoffer Schildt med bror Göran i segelbåt